# Partido Liberal do Canadá
O Partido Liberal do Canadá (em inglês: Liberal Party of Canada; em francês: Parti Libéral du Canada) é o maior e mais antigo partido político do Canadá. Seus princípios são firmados no liberalismo social e é considerado um partido de centro-esquerda no espectro político canadiano, embora, também, tenha tendências de centro, sendo, às vezes, referido como um "partido pega-tudo".
O partido tem tido um largo domínio na política nacional do Canadá, chegando a liderar o governo nacional por, quase 69 anos ao longo do século XX — mais que qualquer partido num país desenvolvido — e, por caso disto, muitos descrevem os liberais como o "partido natural de governo". Muitas das grandes políticas implementadas e defendidas pelos liberais foram a criação de um sistema nacional de saúde, o serviço de segurança social, o Canada Pension Plan, o reconhecimento de duas línguas oficiais no país, a defesa do multi-culturalismo, o repatriamento da Constituição (incluindo a Carta Canadense dos Direitos e das Liberdades e o Clarity Act) e o reconhecimento do casamento de pessoas do mesmo sexo.
No início do século XXI, os Liberais começaram a perder muito da sua força eleitoral a favor do Partido Conservador bem como a favor do Novo Partido Democrático, atingindo o seu ponto mais baixo nas eleições em 2011, em que, pela primeira vez na história, se tornaram o terceiro partido do país, com apenas 19% dos votos. Em 2015, o partido surpreendeu, voltando aos grandes resultados do passado, ao vencer as eleições com, quase, 40% dos votos e recuperando a maioria absoluta no parlamento, e, assim, voltando, ao governo, 9 anos, sob a liderança de Justin Trudeau, filho do histórico líder dos liberais, Pierre Trudeau.

## Princípios e políticas
Os princípios do partido são baseados no liberalismo social, conforme definido por vários teóricos liberais, e incluem liberdade individual, responsabilidade, dignidade humana, uma sociedade justa, liberdade política, liberdade religiosa, unidade nacional, igualdade de oportunidades, diversidade cultural, bilinguismo e multilateralismo. Nos tempos atuais, o Partido Liberal favoreceu uma variedade de políticas de "partido pega-tudo". Quando formou o governo entre 1993 a 2006, defendeu orçamentos equilibrados e eliminou completamente o défice orçamentário em 1995, reduzindo os gastos com programas sociais ou delegando-os às províncias, e prometeu substituir o imposto sobre bens e serviços na campanha para as eleições federais no Canadá em 1993. Ao mesmo tempo, impulsionou medidas de carácter social liberal, como a legalização do casamento entre pessoas do mesmo sexo e o uso de maconha para fins terapêuticos, além de uma proposta para legalizar sua posse em pequenas quantidades. Portanto, pode-se dizer que o partido posiciona-se entre o liberalismo social e o liberalismo econômico clássico.
No entanto, o Partido nem sempre foram assim: entre 1963 e 1993, durante os governos de Lester Pearson, Pierre Trudeau e John Turner, adotou uma linha mais progressista e até certo ponto social-democrata, defendendo uma política económica de corte keynesiano, em que o  gasto público é instrumento de  promoção da justiça social.

### Políticas atuais
Durante as eleições de 2015, as políticas propostas pelo Partido Liberal incluíram:
- Redução dos escalões de imposto para a classe média (de rendimentos entre os 45 mil e os 90 mil dólares canadianos) de 22% para 20,5% e a criação de novos escalões de imposto para rendimentos acima de 200 mil dólares canadianos tributados em 33%;[18]
- Estabelecimento de metas nacionais para reduzir as emissões de gases de efeito estufa por meio da cooperação com as províncias, fazendo um estudo de impacto ambiental mais rigoroso sobre o transporte tubular Keystone XL, gastando 20 bilhões de dólares canadianos em 10 anos em "infraestrutura verde";[18]
- Execução de uma política de três anos de défices que não excederão 10 bilhões de dólares canadianos para reconstruir a infraestrutura e equilibrar o orçamento em 2019;[18]
- Investimento de 60 bilhões de dólares canadianos em novas infraestruturas, incluindo 20 bilhões de dólares canadianos em infraestruturas de transporte público e quadruplicar o financiamento federal para transporte público, ao longo de três anos;[18]
- Investimento anual de 300 milhões de dólares canadianos para financiar uma Estratégia de Emprego Jovem;[18]
- Redução das contribuições para subsídio de desemprego de 1,88 dólares canadianos por cada 100 para 1,65 dólares canadianos por cada 100;[18]
- Substituição do benefício universal de assistência à infância por um benefício infantil do Canadá que forneceria 2500 dólares canadianos a mais para uma família média de quatro pessoas;[18]
- Apoio aos esforços de treinamento na Ucrânia e as sanções contra a Rússia; fim dos bombardeios contra o ISIS, mas aumento da ajuda humanitária e do treinamento das tropas terrestres locais;[18]
- Receção 25 mil refugiados sírios e investimento de 100 milhões de dólares canadianos em processamento e integração de refugiados;[18]
- Negociação de um novo acordo de saúde com as províncias para garantir financiamento a longo prazo, incluindo um plano nacional para reduzir os preços dos medicamentos prescritos;[18]
- Investimento de 3 bilhões de dólares canadianos em quatro anos para melhorar o atendimento domiciliar;[18]
- Estabelecimento de uma comité interpartidário para aprovar a implementação da legislação do suicídio medicamente assistido;[18]
- Legalização da maconha;[18]
- Implementação de um processo de nomeação não-partidária para o Senado, baseado no da Ordem do Canadá, após a remoção de todos os senadores liberais da bancada do partido em 2014.[18]

## Resultados eleitorais

### Eleições legislativas
| Data | Líder               | CI. | Votos     | %              | +/-   | Deputados | +/- | Status   | Notas               |
| ---- | ------------------- | --- | --------- | -------------- | ----- | --------- | --- | -------- | ------------------- |
| 1867 | George Brown        | 2.º | 60 818    | 22,70 / 100,00 |       | 62 / 180  |     | Oposição | Oposição Oficial    |
| 1872 | Edward Blake        | 2.º | 110 556   | 34,70 / 100,00 | 12,00 | 95 / 200  | 33  | Oposição | Oposição Oficial    |
| 1874 | Alexander Mackenzie | 1.º | 128 455   | 39,50 / 100,00 | 4,80  | 129 / 206 | 34  | Governo  | Governo maioritário |
| 1878 | Alexander Mackenzie | 2.º | 180 074   | 33,10 / 100,00 | 6,50  | 63 / 206  | 66  | Oposição | Oposição Oficial    |
| 1882 | Edward Blake        | 2.º | 160 547   | 31,10 / 100,00 | 2,00  | 73 / 211  | 10  | Oposição | Oposição Oficial    |
| 1887 | Edward Blake        | 2.º | 312 736   | 43,10 / 100,00 | 12,00 | 80 / 215  | 7   | Oposição | Oposição Oficial    |
| 1891 | Wilfrid Laurier     | 2.º | 350 512   | 45,20 / 100,00 | 2,10  | 90 / 215  | 10  | Oposição | Oposição Oficial    |
| 1896 | Wilfrid Laurier     | 1.º | 401 425   | 41,40 / 100,00 | 3,80  | 117 / 213 | 27  | Governo  | Governo maioritário |
| 1900 | Wilfrid Laurier     | 1.º | 477 758   | 50,30 / 100,00 | 8,90  | 128 / 213 | 11  | Governo  | Governo maioritário |
| 1904 | Wilfrid Laurier     | 1.º | 521 041   | 50,90 / 100,00 | 0,60  | 137 / 214 | 9   | Governo  | Governo maioritário |
| 1908 | Wilfrid Laurier     | 1.º | 570 311   | 48,90 / 100,00 | 2,00  | 133 / 221 | 4   | Governo  | Governo maioritário |
| 1911 | Wilfrid Laurier     | 2.º | 596 871   | 45,82 / 100,00 | 2,08  | 85 / 221  | 48  | Oposição | Oposição Oficial    |
| 1917 | Wilfrid Laurier     | 2.º | 729 756   | 38,80 / 100,00 | 7,02  | 82 / 235  | 3   | Oposição | Oposição Oficial    |
| 1921 | Mackenzie King      | 1.º | 1 285 998 | 41,15 / 100,00 | 2,65  | 118 / 235 | 36  | Governo  | Governo maioritário |
| 1925 | Mackenzie King      | 2.º | 1 252 684 | 39,74 / 100,00 | 1,41  | 100 / 245 | 18  | Governo  | Governo minoritário |
| 1926 | Mackenzie King      | 1.º | 1 397 031 | 42,90 / 100,00 | 3,16  | 116 / 245 | 16  | Governo  | Governo minoritário |
| 1930 | Mackenzie King      | 2.º | 1 716 798 | 45,50 / 100,00 | 2,60  | 89 / 245  | 27  | Oposição | Oposição Oficial    |
| 1935 | Mackenzie King      | 1.º | 1 967 839 | 44,68 / 100,00 | 0,82  | 173 / 245 | 84  | Governo  | Governo maioritário |
| 1940 | Mackenzie King      | 1.º | 2 365 979 | 51,32 / 100,00 | 6,64  | 179 / 245 | 6   | Governo  | Governo maioritário |
| 1945 | Mackenzie King      | 1.º | 2 086 545 | 39,78 / 100,00 | 11,54 | 118 / 245 | 61  | Governo  | Governo minoritário |
| 1949 | Louis St. Laurent   | 1.º | 2 874 813 | 49,15 / 100,00 | 9,37  | 191 / 262 | 73  | Governo  | Governo maioritário |
| 1953 | Louis St. Laurent   | 1.º | 2 731 633 | 48,43 / 100,00 | 0,72  | 169 / 265 | 22  | Governo  | Governo maioritário |
| 1957 | Louis St. Laurent   | 1.º | 2 702 573 | 40,50 / 100,00 | 7,93  | 105 / 265 | 64  | Oposição | Oposição Oficial    |
| 1958 | Lester Pearson      | 2.º | 2 432 953 | 33,40 / 100,00 | 7,10  | 48 / 265  | 56  | Oposição | Oposição Oficial    |
| 1962 | Lester Pearson      | 1.º | 2 846 589 | 36,97 / 100,00 | 3,57  | 99 / 265  | 51  | Oposição | Oposição Oficial    |
| 1963 | Lester Pearson      | 1.º | 3 276 996 | 41,48 / 100,00 | 4,51  | 128 / 265 | 29  | Governo  | Governo minoritário |
| 1965 | Lester Pearson      | 1.º | 3 099 521 | 40,18 / 100,00 | 1,30  | 131 / 265 | 3   | Governo  | Governo minoritário |
| 1968 | Pierre Trudeau      | 1.º | 3 686 801 | 45,37 / 100,00 | 5,19  | 154 / 264 | 22  | Governo  | Governo maioritário |
| 1972 | Pierre Trudeau      | 1.º | 3 717 804 | 38,42 / 100,00 | 6,95  | 109 / 264 | 45  | Governo  | Governo minoritário |
| 1974 | Pierre Trudeau      | 1.º | 4 102 853 | 43,15 / 100,00 | 4,73  | 141 / 264 | 32  | Governo  | Governo maioritário |
| 1979 | Pierre Trudeau      | 1.º | 4 595 319 | 40,11 / 100,00 | 3,04  | 114 / 282 | 27  | Oposição | Oposição Oficial    |
| 1980 | Pierre Trudeau      | 1.º | 4 855 425 | 44,34 / 100,00 | 4,23  | 147 / 282 | 33  | Governo  | Governo minoritário |
| 1984 | John Turner         | 2.º | 3 516 486 | 28,02 / 100,00 | 16,32 | 40 / 282  | 107 | Oposição | Oposição Oficial    |
| 1988 | John Turner         | 2.º | 4 205 072 | 31,92 / 100,00 | 3,90  | 83 / 295  | 43  | Oposição | Oposição Oficial    |
| 1993 | Jean Chrétien       | 1.º | 5 647 952 | 41,24 / 100,00 | 9,32  | 177 / 295 | 94  | Governo  | Governo maioritário |
| 1997 | Jean Chrétien       | 1.º | 4 994 277 | 38,46 / 100,00 | 2,78  | 155 / 301 | 22  | Governo  | Governo maioritário |
| 2000 | Jean Chrétien       | 1.º | 5 252 031 | 40,85 / 100,00 | 2,39  | 172 / 301 | 17  | Governo  | Governo maioritário |
| 2004 | Paul Martin         | 1.º | 4 982 220 | 36,73 / 100,00 | 4,12  | 135 / 308 | 37  | Governo  | Governo minoritário |
| 2006 | Paul Martin         | 2.º | 4 479 415 | 30,23 / 100,00 | 6,50  | 103 / 308 | 32  | Oposição | Oposição Oficial    |
| 2008 | Stéphane Dion       | 2.º | 3 633 185 | 26,26 / 100,00 | 3,97  | 77 / 308  | 26  | Oposição | Oposição Oficial    |
| 2011 | Michael Ignatieff   | 3.º | 2 783 175 | 18,91 / 100,00 | 7,35  | 34 / 308  | 43  | Oposição | Terceiro partido    |
| 2015 | Justin Trudeau      | 1.º | 6 930 136 | 39,47 / 100,00 | 20,56 | 184 / 338 | 150 | Governo  | Governo maioritário |
| 2019 | Justin Trudeau      | 2.º | 5 907 548 | 33,12 / 100,00 | 6,45  | 157 / 338 | 27  | Governo  | Governo minoritário |
| 2021 | Justin Trudeau      | 2.º | 5 556 629 | 32,62 / 100,00 | 0,50  | 160 / 338 | 3   | Governo  | Governo minoritário |